# Alan Guth
Pour les articles homonymes, voir Guth.
Alan Harvey Guth est un cosmologiste américain. Il est né le 27 février 1947 à New Brunswick dans le New Jersey et est actuellement en poste au Massachusetts Institute of Technology. Il est considéré comme l'inventeur du modèle cosmologique de l'inflation cosmique.

## Biographie
Alan Guth est né le 27 février 1947 à New Brunswick (New Jersey) dans une famille juive. 

## Théorie de l'inflation
C'est dans la nuit du 6 au 7 décembre 1979, afin de tenter d'expliquer pourquoi l'Univers, à grande échelle, est plat, homogène et isotrope, que lui vient le concept d'inflation cosmique, à la suite de travaux précurseurs de Robert Brout, François Englert et Alexei Starobinsky.

## Hypothèses scientifiques
Alan Guth pense que la taille totale de l'univers est d'au moins 1023 fois supérieure à celle de l'univers observable. 
Il pense également que notre univers existe parmi d'innombrables autres univers avec de nombreuses lois physiques différentes. Un modèle fractal existe dans ce multivers, qui implique des univers à l'intérieur de vides qui sont à l'intérieur d'autres univers. Chaque « poche » d'univers ainsi créée par l'inflation apparaîtra plate pour ceux qui observent depuis l'intérieur de l'univers, tandis que de nouveaux univers rempliront les vides nouvellement créés, tout comme dans la théorie dite de l'état stationnaire proposée à la fin des années 1940 par Fred Hoyle, Thomas Gold et Hermann Bondi, où une production permanente de matière viendrait combler l'espace laissé vide par l'expansion d'un univers éternel et immuable. Contrairement à ce dernier modèle alternatif au Big Bang, infirmé par les observations et abandonné depuis, il existe bien un Big Bang de l'univers pour Guth, mais celui-ci serait en fait identique à la division cellulaire en biologie, puisque d'autres univers se forment perpétuellement. Cependant, l'inflation efface toujours la façon dont l'univers en question a commencé.
Une des principales théories de Guth sur l'univers est donc qu'il a un commencement et qu'il est juste un parmi de multiples univers, qui ont aussi eu un commencement. L'inflation ne s'arrête ainsi jamais, et son expansion continue à un taux exponentiel. Les univers se créent perpétuellement, comme des bulles de savon en train de gonfler dans la mousse durant le processus d'expansion. L'espace a été créé par des fluctuations quantiques du vide, à partir du néant – ce qui paraît improbable, or ceci est vérifiable avec les lois de conservation de l'énergie, car la valeur de son énergie totale est de zéro.
Ainsi, dans la théorie d'inflation cosmique de Guth, l'univers provient d'un faux vide rempli de haute énergie. L'existence d'un champ gravitationnel répulsif a fait entrer l'univers dans une période d'expansion exponentielle, laquelle fut si rapide que seulement 10−33 secondes ont suffi pour que la taille originelle de l'univers grandisse d'un facteur 1050 à peut-être 10200.
La théorie des cordes plaît à Guth, théorie qui postule que les blocs constitutifs de l'univers sont des supercordes qui sont beaucoup plus petites que des particules élémentaires et dont l'état vibratoire détermine les propriétés.[réf. nécessaire]. Selon une des dernières versions de cette théorie, il y aurait 10500 vides possibles existants. La raison pour laquelle Guth soutient la théorie des cordes est qu'il croit qu'elle est la seule théorie qui puisse mener réellement au concept de gravité quantique, théorie d'unification de la mécanique quantique et de la relativité générale.[réf. nécessaire]
Il y a eu plus de 50 théories de l'inflation différentes depuis celle de Guth. Les données fournies par le satellite Planck, lancé en 2009, pourraient faciliter le choix entre ces différentes théories sur les détails de l'inflation. Celle qui l'emportera différera sûrement du modèle original de Guth, qu'il reconnaît incomplet à cause de son incapacité à résoudre le problème de la sortie gracieuse. Mais Alan Guth sera toujours reconnu pour avoir exposé la théorie de l'inflation à la communauté scientifique et vulgarisé ce concept pour le grand public.
La théorie d'Alan est une approche plus réaliste du modèle du big bang, ceci parce qu'elle prédit une force existante durant les premiers instants de notre univers. Mais bien qu'élégante, le problème qui se pose ici est celle de la force à considérer. Il existe quatre forces fondamentales, et ces forces doivent avoir une implication dans l'origine de l'univers. Ainsi, soit on parlera d'une force unificatrice au départ de notre univers, soit on cherchera à impliquer les autres forces dans l'équation du big bang. Il semblerait que ce soit à ce niveau qu'apparaisse son intéressement pour la théorie des cordes, dans le but d'affirmer qu'au départ, les autres types de force n'existent pas forcément, car la vibration des cordes conditionne les constantes physiques créées. Il propose donc comme solution que ces autres forces n'existent pas à ce moment d'origine de l'univers. Cette affirmation, peut-être indirecte, ne pourrait être vraie, sinon nous serions capables de créer de nouveaux champs et d'en détruire d'autres. Cela signifierait que n'existe pas seulement cinq forces dans l'univers. Et peut-être même que la réalité n'est pas visualisée partout de la même façon.

## Récompenses
- 2004 : Prix Peter-Gruber de cosmologie, conjointement avec Andreï Linde[4]

## Publications
- (en) Alan H. Guth (préf. Alan Lightman), The inflationary universe : the quest for a new theory of cosmic origins, London, UK / Reading, Mass, Jonathan Cape / Addison-Wesley, 1997, 358 p. (ISBN 978-0-224-04448-6 et 978-0-201-32840-0)